# Героон

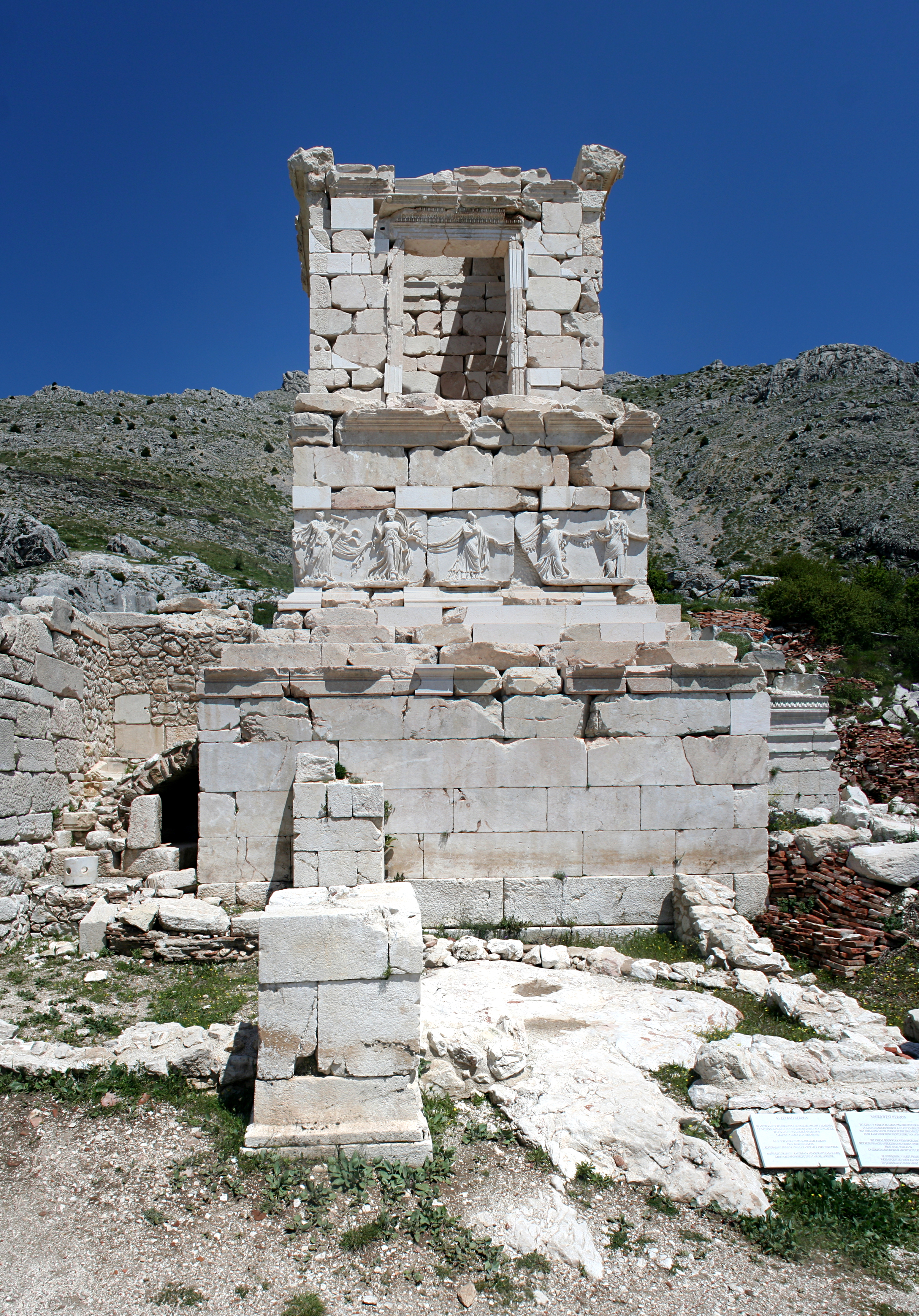
Героон у Сагалассосі

Героо́н (дав.-гр. ἡρῷον, трансліт. hērôion, мн.. ἡρῷα, hērôia), також геройо́н — античне святилище, присвячене герою. Зазвичай споруджувалося на могилі героя, місці його загибелі або ж кенотафа.
Культ героїв у Стародавній Греції за гомерівських часів і особливого поширення набув за архаїчної доби. Царі та аристократи зазвичай вели свій родовід саме від героїв, якщо не загальногрецьких, на кшталт Геракла чи Тесея, то принаймні місцевих. Серед грецької знаті були й справжні нащадки ахейців (Геракліт, скажімо, важав себе нащадком Андрокла, Пісістрат — Кенея), але й траплялися цілком фантастичні генеалогії.
Вшановуючи героїв, греки спочатку насипали кургани, а потім почали зводити особливі споруди, що перетворювалися на місце їхнього вшанування. При цьому героон міг і не містити «справжньої» могили — людські рештки не були знайдені, наприклад, у святилищі Пелопа в Олімпії та в герооні Неоптолема в Дельфах.
В деяких легендарних персонажів виявлялося одразу кілька поховальних святилищ в різних місцях Еллади. Грецькі міста століттями з'ясовували, яке з них є «справжньою» могилою героя. Або ж погоджувалися, що героони належать різним героям зі схожими іменами чи прізвиськами.